# Wladimir Aïtoff
Wladimir Aïtoff (Parijs, 5 augustus 1877 - Parijs, 6 september 1963) was een Frans rugbyspeler.

## Carrière
Aïtoff speelde in zijn studententijd rugby en werd tweemaal landskampioen van Frankrijk. Tijdens de Olympische Zomerspelen 1900 werd hij met zijn ploeggenoten kampioen. 
In de Eerste Wereldoorlog was hij als dokter actief aan het front. Hij ontving hij het Franse Oorlogskruis en werd hij opgenomen in het Legioen van Eer.
Vanwege zijn verzetswerk in de Tweede Wereldoorlog werd hij gevangen gezet Buchenwald. Hij overleefde de oorlog.

## Erelijst

### Met Frankrijk
- Olympische Zomerspelen: 1900